# ايزيكيل موسكيرا
ايزيكيل موسكيرا (بالإسبانية: Ezequiel Mosquera)‏ ولد بتاريخ 19 نوفمبر 1975 في لا كورونيا، إسبانيا، هو دراج إسباني سابق في صنف سباق الدراجات على الطريق.

## سجل النتائج

### سباقات أو مراحل فاز بها
- طواف إسبانيا

### المراكز
- حقق المركز الـ 5 في طواف إسبانيا 2007
- حقق المركز الـ 4 في طواف إسبانيا 2008
- حقق المركز الـ 5 في طواف إسبانيا 2009

## روابط خارجية
- ايزيكيل موسكيرا على موقع الاتحاد الدولي للدراجات (الإنجليزية)
- ايزيكيل موسكيرا على موقع أرشيف الدراجات (الإنجليزية)
- ايزيكيل موسكيرا على موقع إحصائيات الدراجات الإحترافية (الإنجليزية)
- ايزيكيل موسكيرا على موقع نسبة الدراجات (الإنجليزية)
- ايزيكيل موسكيرا على موقع CycleBase (الإنجليزية)